# MAZ-5336
Der Lastkraftwagen MAZ-5336 (russisch МАЗ-5336, deutsche Transkription eigentlich MAS-5336) ist ein Lkw-Typ des belarussischen Fahrzeugherstellers Minski Awtomobilny Sawod, der seit dem Jahr 1990 in Serie produziert wird. Seit 2002 wird der modernere Nachfolger MAZ-5340 parallel gefertigt.

## Beschreibung
Entwickelt wurde der MAZ-5336 aus dem Vorgängermodell MAZ-5335. Jedoch wurden weite Teile des Fahrzeugs komplett überarbeitet oder neu gestaltet. Optisch ähneln sich die Modelle nur noch gering. Die Nutzlast konnte bei annähernd gleicher Leermasse vergrößert werden. Überarbeitete Versionen des schon damals seit mehr als 30 Jahren eingesetzten JaMZ-236-Dieselmotors wurden in den früheren Produktionsjahren verbaut. In den aktuellen Versionen kommen moderne Dieselaggregate des gleichen Herstellers zum Einsatz. Auch wurde von Anbeginn an gegenüber dem Vorgänger ein anderes Getriebe verwendet.
Die Fahrzeuge sind nicht mit dem optisch ähnlichen MAZ-5337 zu verwechseln, welcher über ein kürzeres Fahrerhaus verfügt (kein zusätzliches Blech hinter dem Seitenfenster, schmale B-Säule).

## Modellvarianten
Unterschiedliche Modellvarianten werden meist durch anhängen von zusätzlichen Nummern an die Typenbezeichnung -5336 kenntlich gemacht. Dieses System führt schnell zu Unübersichtlichkeiten und ist für den Laien nicht unbedingt auf den ersten Blick verständlich. So gab es über die Jahre die Varianten (Die Aufzählung erhebt keinen Anspruch auf Vollständigkeit):
- MAZ-533602
- MAZ-533603
- MAZ-533605
- MAZ-533608

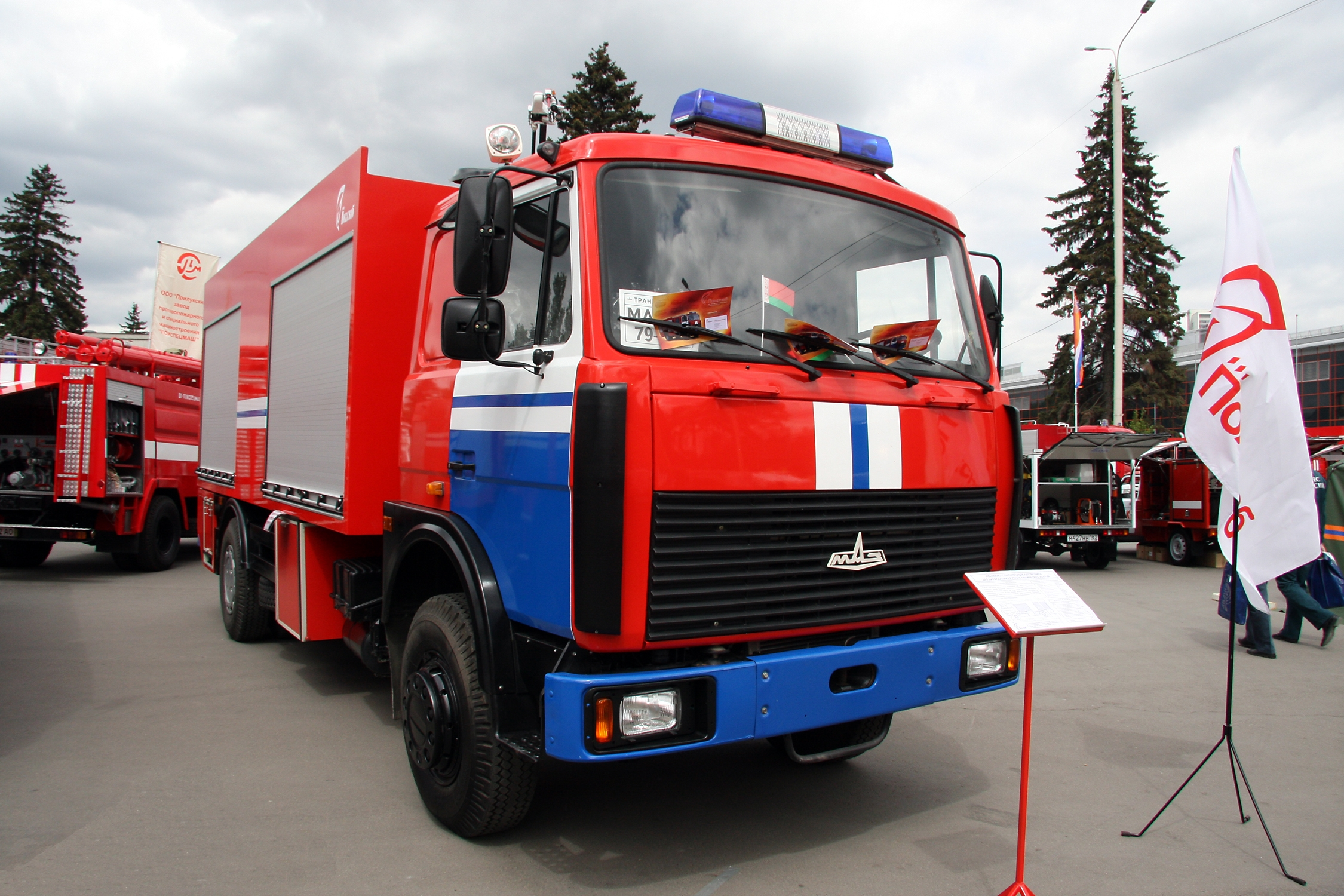
Feuerwehrfahrzeug ATs 5,0-50-4 auf MAZ-5336A3-Basis

- MAZ-53363 (mit V8-Dieselmotor und 14,86 l Hubraum)
- MAZ-5336
- MAZ-5336A3 (aktuell vom Hersteller gelieferte Variante, nur Fahrgestell)

- Fahrzeuge mit Spezialausrüstung für extrem tiefe Temperaturen von nahezu allen Varianten
- durch anhängen von Nummern wie -220 (Pritsche) oder -221 (Koffer) werden zusätzlich Aufbauten bezeichnet. Ein MAZ-53363-221 wäre dementsprechend ein LKW mit Kofferaufbau und V8-Motor

Es existieren auch Spezialaufbauten wie Feuerwehrfahrzeuge. Zusätzlich wird seit Anfang der 1990er Jahre ein Dreiachser unter der Bezeichnung MAZ-6303 gefertigt. Die Allradvariante des MAZ-5336 wird als MAZ-5316 vermarktet.

## Technik

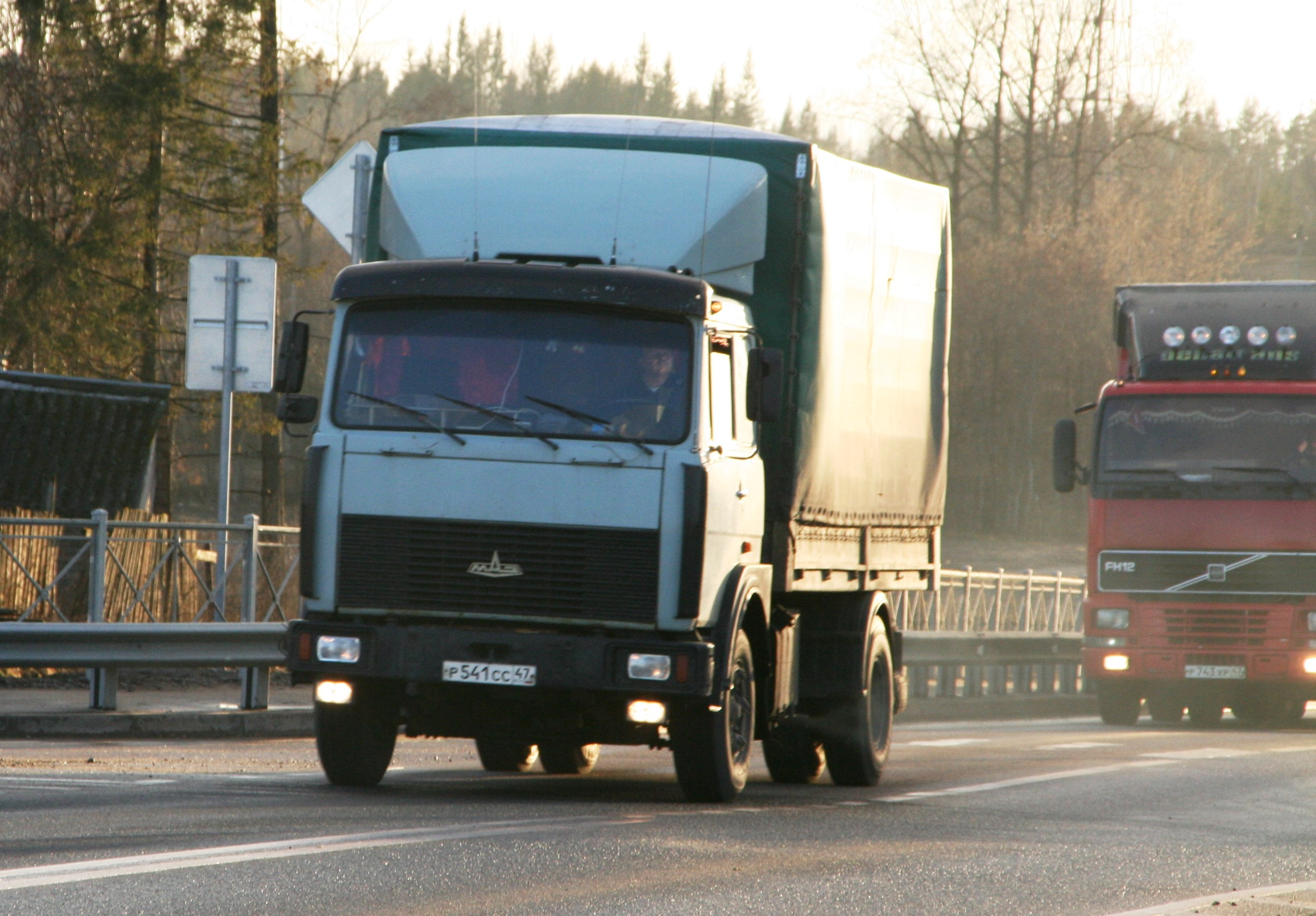
MAZ-5336 unweit von St. Petersburg, 2014

Alle Angaben für das Pritschenmodell.
Abmessungen
- Länge über alles: 8600 mm
- Breite: 2500 mm (ohne Außenspiegel)
- Höhe: 3160 mm
- Radstand: 4900 mm
- Länge der Ladefläche: 6100 mm
- Höhe der Ladefläche über Straße: 1400 mm

Gewichte
- Leergewicht: 8050 kg
- Zuladung: 9800 kg
- Zulässiges Gesamtgewicht: 18.000 kg
- Anhängelast: 18.000 kg
- Maximalgewicht Lastzug: 36.000 kg

Sonstige technische Daten
(Für alle Modelle)
- Motoren: JaMZ-236BE2 (6-Zylinder-Diesel); JaMZ-238DE2 (8-Zylinder-Diesel); JaMZ-6562.10 (6-Zylinder-Diesel, entspricht Euro-3-Norm)
- Getriebe: JaMZ-238М bzw. JaMZ-2381, je 8 Gänge
- Leistung: 184–243 kW (250–330 PS)
- Bereifung: 11.00R20
- Höchstgeschwindigkeit: 100 km/h
- Tankinhalt: 350 l